# 雨花臺戰役
雨花臺戰役，同治元年（1862年）閏八月二十，太平天國忠王李秀成率軍二十萬圍攻駐紮在南京城外雨花臺的清朝湘軍曾國荃部二萬人的陣地，至十月初五太平軍攻擊失敗解圍，為湘军一次以少勝多的戰例。

## 前哨戰
五月初四，曾國荃率不滿一萬三千名的湘軍，在王明山、彭玉麟等率領的水師協助下，率軍進逼太平天國天京（今南京市），由於水陸兵力合計不足二萬人，未能立即圍攻天京。曾國荃遂在城南的四、五里遠的雨花臺駐紮，構築濠溝及工事，轉攻為守。五月初九，曾國葆率領四千人抵達增援。五月十二，湘軍修築營壘壕溝時，大批太平軍出城攻擊，但被擊退，湘軍成功在雨花臺建立營壘。

## 攻防戰
自五月至八月，太平軍在金陵城中與陸續前來的援軍屢攻雨花臺不下，天王洪秀全相當憂心，多次要求正在率大軍攻略蘇州、杭州一帶的忠王李秀成回援天京。李秀成不得已在蘇杭各地集結兵力，終於閏八月下旬率約二十萬大軍，號稱六十萬，直撲雨花臺的曾國荃營壘。閏八月二十日，由忠王率領的援軍，抵達湘軍雨花臺大營的後濠之外，在方山和板橋鎮之間的六七十里建立營壘，特別置重兵於東西兩路。同日下午，太平軍援軍從東西兩面攻擊湘軍陣地，城內太平軍攻擊湘军恒字营等營壘，但都被湘軍擊退。
閏八月廿一，城內的太平軍與援軍同時夾攻湘軍營壘，戰鬥至晚上。曾國荃命令各營堅壁固守，待太平軍接近湘軍防禦工事時，方以排列的大砲猛烈轟擊，太平軍雖有傷亡，但仍前仆後繼的進攻。此後的攻防戰，雙方均廣泛使用各種冷熱兵器。閏八月廿九的鏖戰中，曾國荃亦曾在前線為砲彈碎片所傷。
九月初六以後，東路的太平軍仍然不斷向湘軍營壘進攻，湘軍防守壁壘之餘，有時出其不意加以突擊。但激戰以來，湘軍兵力也有相當損失，此時都興阿派遣楊心純率領清軍五營、王可陞派出清軍三營，分別從從扬州和蕪湖到達雨花臺增援，雨花臺防線上兵力比前更略有增加，增強了士氣。同時，曾國荃對防線略作縮小，以集中力量對抗太平軍的進攻。
太平軍曾嘗試利用地道迫近湘軍的土牆工事，實行爆破以攻入湘軍的營壘。九月十二日，太平軍曾以爆破打開湘軍數個營壘的營牆。但湘軍已作準備，也力戰以填補缺口，使太平軍的進攻歸於失敗。此次作戰，據官方統計，太平軍死亡人數約在八千至萬人之間，而湘軍傷亡人數不過數百。雨花臺的地道攻防戰，湘軍以寡敵眾，成功防禦了太平軍的進犯。從此之後，東路的戰況趨於緩和。
之後，湘軍分別在十六、十七、二十一、二日，夜襲太平軍，殲滅數百名太平軍，毀其營壘數座。
十月初二，王可陞又將留防蕪湖的兩營官兵全數調到雨花臺。同時，曾國荃決定與太平軍決戰。
十月初三、四日曾國荃派兵攻拔太平軍的十餘座關卡。十月初四晚上，曾貞幹探知西路的太平軍有撤退之意，於是在翌日清早，湘軍發動對太平軍營壘的攻擊，西路太平軍潰逃，湘軍乘勝追擊。及後金陵城中的太平軍出城以圖切斷湘軍之歸路，亦被湘軍擊敗。至此，太平軍對雨花臺湘軍的圍攻以失敗作結；惟曾國荃弟曾貞幹也因此戰馬不停蹄、勞累過度病逝，曾國藩兄弟因此哀傷不已。